# Saint François en extase (Reni)
Saint François en extase est une huile sur toile de Guido Reni qui se trouve dans la chapelle Saint-François-d'Assise de l'église des Girolamini de Naples. Elle mesure 198 × 133 cm et date de 1622.

## Histoire
Le tableau se trouve dans la chapelle Coppola (consacrée à saint François d'Assise), mais on ignore les liens de Guido Reni avec cette famille titulaire du patronat de la chapelle. Le maître bolonais est à Naples de 1612 à 1622 pour participer à la décoration de la chapelle du trésor de Saint-Janvier, mais, selon un inventaire de 1626, le tableau ne se trouvait pas encore à cette date à l'église des Girolamini, tandis qu'il est mentionné par Carlo Celano (it) en 1692 dans la chapelle où il se trouve actuellement. 
Ce tableau rappelle le style d'un portrait de dame (dit La Mère) conservé à la pinacothèque nationale de Bologne, considéré comme ayant été réalisé entre 1615 et 1630. De plus, la galerie d'art des oratoriens, dite quadreria dei Girolamini abrite d'autres œuvres de Guido Reni : La Fuite en Égypte et La Rencontre de Jésus et de saint Jean-Baptiste. Dans une note appendice de son testament de 1622, Domenico Lercaro, riche marchand de tissus et couturier fameux, qui laisse toute sa collection d'œuvres d'art à la congrégation de l'Oratoire de Naples (propriétaire de l'église des Girolamini), on y lit que Guido Reni a déjà été payé à cette date pour trois tableaux non encore livrés : une représentation de saint Jean-Baptiste, une de saint Dominique et un troisième tableau dont le sujet n'est pas décrit. En outre, dans le livre des entrées et des sorties de la congrégation de 1628 à 1633, est enregistrée l'arrivée de Bologne d'un tableau de Reni. Tous ces éléments laissent présumer que cette toile faisait partie de la collection Lercaro et qu'elle a été donnée aux oratoriens vers 1630 et placée ensuite dans cette chapelle.

## Description
La toile représente saint François à genoux en extase dans une grotte, un crâne à son côté, un livre posé sur la roche, un rosaire et une croix faite de branches. Cette scène est le prélude de la réception des stigmates sur le Mont Alverne, tandis que le saint est recueilli en prière.

## Source de la traduction
- (it) Cet article est partiellement ou en totalité issu de l’article de Wikipédia en italien intitulé « San Francesco in estasi (Guido Reni) » (voir la liste des auteurs).